# Operazione Stella
Operazione Stella (in russo Операция Звезда – Operacija Zvezda, nota anche come operazione Kursk-Char'kov) era il nome in codice assegnato dall'Armata Rossa sovietica alla nuova offensiva sferrata a partire dal 2 febbraio 1943 nel settore del Donec, durante la seconda guerra mondiale sul Fronte orientale, dopo le riuscite operazioni Ostrogorzk-Rossoš e Voronež-Kastornoe.
Dopo le vittorie di novembre e dicembre 1942 nel settore di Stalingrado, Stalin e lo Stavka decisero, nonostante il progressivo esaurimento fisico e materiale di uomini e mezzi, di continuare ed estendere sempre più l'offensiva per sfruttare la situazione strategica favorevole, puntando sulle importanti città di Kursk e Char'kov. Inoltre un nuovo attacco, l'operazione Galoppo, venne sferrato anche più a sud, in direzione dei ponti sul Dnepr di Zaporižžja e Dnipropetrovs'k e della costa del Mar Nero a Mariupol'.
La nuova offensiva fu inizialmente coronata da successo e Kursk venne raggiunta l'8 febbraio, mentre Char'kov venne liberata il 16 febbraio 1943 dopo la netta sconfitta inflitta dalla 3ª Armata corazzata sovietica alle truppe Waffen-SS tedesche del II SS-Panzerkorps appena giunte dalla Francia.
Nonostante questi brillanti successi, l'Operazione Stella tuttavia non raggiunse un successo decisivo; nel mese di marzo, dopo il fallimento dell'operazione Galoppo più a sud, venne combattuta la terza battaglia di Char'kov, e le forze tedesche al comando del feldmaresciallo Erich von Manstein, rovesciarono la situazione e riconquistarono Char'kov il 15 marzo 1943.

## Storia

### Situazione strategica
Il 2 febbraio 1943 i resti della 6. Armee tedesca accerchiata a Stalingrado cessarono ogni resistenza; si concluse in questo modo la lunga battaglia che aveva provocato la svolta decisiva della guerra sul Fronte orientale. Lo stesso giorno Stalin e lo Stavka diedero inizio alla nuova Operazione Stella, condotta dal Fronte di Voronež del generale Filipp Golikov, con obiettivo iniziale di liberare le grandi città di Kursk e Char'kov. Il generale Golikov e il capo di Stato maggiore dell'Armata Rossa, generale Aleksander Vasilevskij, avevano discusso i dettagli operativi di questa nuova offensiva direttamente con Stalin già il 21 gennaio ancor prima dell'inizio dell'attacco aggirante su Voronež e Kastornoe che sarebbe iniziato il 26 gennaio 1943.
Nel corso dei colloqui con il comandante supremo i generali Golikov e Vasilevskij avevano descritto una situazione favorevole per le armate sovietiche e avevano proposto di sfruttare il vantaggio organizzando l'offensiva verso Char'kov; Stalin approvò questi piani e ordinò di iniziare "non più tardi del 1-2 febbraio"; alla vigilia dell'offensiva su Kastornoe, il generale Golikov parlò di questo nuovo piano ad alcuni dei suoi alti ufficiali e il 28 gennaio diramò le prime direttive operative per lo schieramento del Fronte di Voronež per l'attacco su Char'kov e Kursk; il nome in codice sarebbe stato "operazione Zvezda", operazione Stella
L'operazione Stella si inseriva nel piano generale di operazioni dello Stavka che, ritenendo ormai fiaccata la potenza della Wehrmacht nel settore meridionale, aveva come obiettivo la distruzione delle residue forze tedesche e la liberazione di gran parte dell'Ucraina orientale prima del disgelo primaverile. L'offensiva del generale Golikov era solo una delle numerose offensive in corso dell'Armata Rossa; il 29 gennaio 1943 il Fronte Sud-Occidentale del generale Nikolaj Vatutin aveva dato inizio alla cosiddetta operazione Galoppo (indicata anche come "operazione Donbass") con obiettivi ancora più ambiziosi: un'avanzata in direzione di Slavjansk e Mariupol e una marcia contemporanea verso la linea del Dnepr fino alle città di Zaporoze e Dnepropetrovsk. In questo modo sarebbe stato tagliato fuori e distrutto il Gruppo d'armate Don del feldmaresciallo Erich von Manstein che stava combattendo una difficile doppia battaglia per difendere il Donbass e contemporaneamente coprire le vie di ritirata del Gruppo d'armate A del generale Ewald von Kleist che dal 30 dicembre 1942 era in ripiegamento dal Caucaso verso i ponti di Rostov sul Don. In questa zona attaccava il Fronte Meridionale sovietico del generale Rodion Malinovskij che cercava di raggiungere al più presto Rostov e tagliare la strada alle truppe tedesche. 

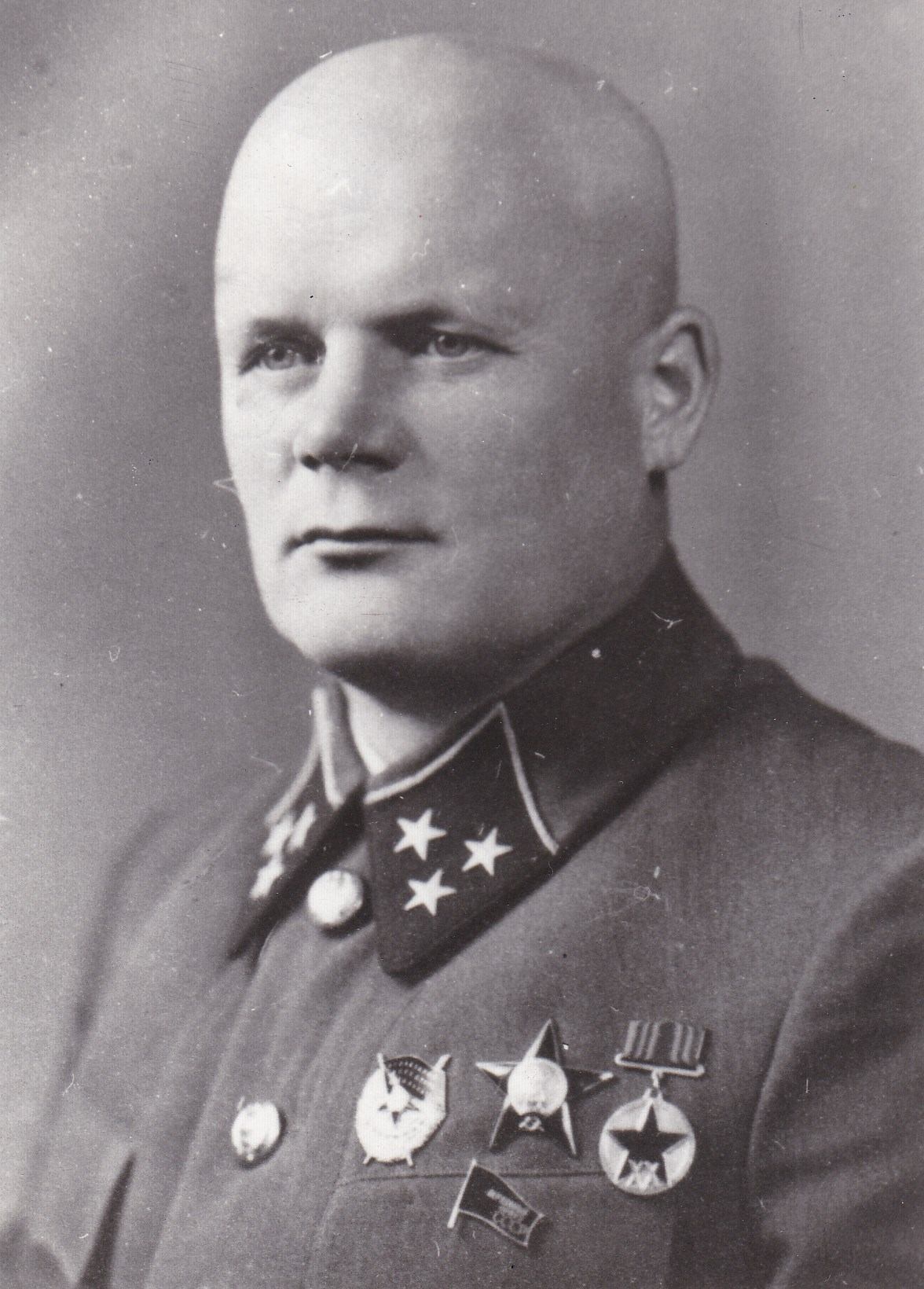
Il generale Filipp Golikov, comandante del Fronte di Voronež.

I piani di Stalin e dello Stavka in questa fase della campagna invernale 1942-43 erano grandiosi e prevedevano una continua estensione del fronte di attacco con interessamento progressivamente anche delle forze schierate contro il Gruppo d'armate Centro tedesco, che sarebbero state rinforzate dalle armate del Fronte del Don del generale Konstantin Rokossovskij che avevano appena concluso vittoriosamente la battaglia di Stalingrado. Queste armate veterane avrebbero attaccato verso Orël e poi Smolensk. Nel settore meridionale del Fronte orientale si riteneva che ormai le forze tedesche fossero in rotta e che quindi fosse essenziale sfruttare la situazione e non interrompere l'avanzata, inseguendo senza sosta il nemico; in particolare l'alto comando sovietico prevedeva, nelle sue direttive del 6 febbraio 1943, che il Fronte di Voronež del generale Golikov, dopo aver liberato Char'kov e Kursk, raggiungesse con le armate del fianco destro, 60ª Armata e 38ª Armata, la linea L'gov-Gluchiv-Černihiv, e con le armate del fianco sinistro, 40ª Armata, 69ª Armata e 3ª Armata corazzata, si spingesse fino a Poltava e Kremenčuk. 
Le forze tedesche in azione nell'ampio settore del fronte compreso tra la regione a ovest di Voronež e quella a sud di Valujki dipendevano dal Gruppo d'armate B del generale Maximilian von Weichs che praticamente era stato distrutto dalle precedenti offensive sovietiche sul Medio Don; le deboli forze superstiti avevano ripiegato e non avevano più collegamenti con il Gruppo d'armate Don del feldmaresciallo von Manstein che combatteva molto più a sud. Nel grande spazio compreso tra Voronež e Vorošilovgrad si trovavano solo i resti della 2. Armee passata al comando del generale Walter Weiss che era in ritirata verso Kursk e il modesto "Distaccamento Lanz" al comando del generale Hubert Lanz, costituito con i superstiti del "Gruppo Kramer" e con alcune deboli divisioni di fanteria tedesche (168ª, 320ª e 298ª Divisione fanteria) che tentavano di sbarrare il fiume Oskol per proteggere le vie d'accesso a Char'kov. Più a sud era schierata la 19. Panzer-Division ridotta a pochissimi carri armati, impegnata a fronteggiare l'offensiva del generale Vatutin che era in corso dal 29 gennaio 1943.
In realtà l'alto comando tedesco era pienamente consapevole della debolezze delle sue forze in questo ampio settore del fronte e quindi stava cercando di inviare ingenti rinforzi per chiudere il varco e sbarrare il passo all'avanzata sovietica verso Kursk e Char'kov. Era previsto l'imminente arrivo della potente divisione Panzergrenadier Grossdeutschland, trasferita dal Gruppo d'armate Centro e soprattutto fin dal 20 gennaio 1943 era cominciato l'afflusso, rallentato da difficoltà logistiche e dai problemi organizzativi legati anche al rigido clima invernale, del II SS-Panzerkorps delle Waffen-SS al comando dell'esperto generale Paul Hausser, costituito da tre divisioni Panzergrenadier-SS, a pieno organico e dotate di mezzi corazzati moderni, tra cui alcuni contingenti di carri armati Panzer VI Tiger I. Nei piani originali di Adolf Hitler, l'arrivo sul Fronte orientale, proveniente dalla Francia, di questa potente formazioni meccanizzata, già autorizzato il 30 dicembre 1942, avrebbe dovuto servire a organizzare un nuovo tentativo di soccorso delle truppe tedesche della 6. Armee accerchiate a Stalingrado.. La situazione del fronte tedesco era però sempre più precaria e questi piani furono presto abbandonati; alla fine di gennaio 1943 le prime unità del II SS-Panzerkorps entrarono in combattimento, alle dipendenze del "Distaccamento Lanz" per consolidare le difese sui fiumi Oskol e Donec: un kampfgruppe della divisione SS 2ª SS-Panzerdivision "Das Reich" prese posizione nella regione di Valujki in appoggio dei primi elementi della Divisione "Grossdeutschland", mentre un altro kampfgruppe della SS 1. SS-Panzer-Division Leibstandarte SS Adolf Hitler si schierò sul Donec. La terza formazione del II SS-Panzerkorps, la 3. SS-Panzerdivision "Totenkopf" era molto in ritardo, e non poté prendere parte a questa fase della battaglia.

### L'offensiva sovietica verso Kursk e Char'kov

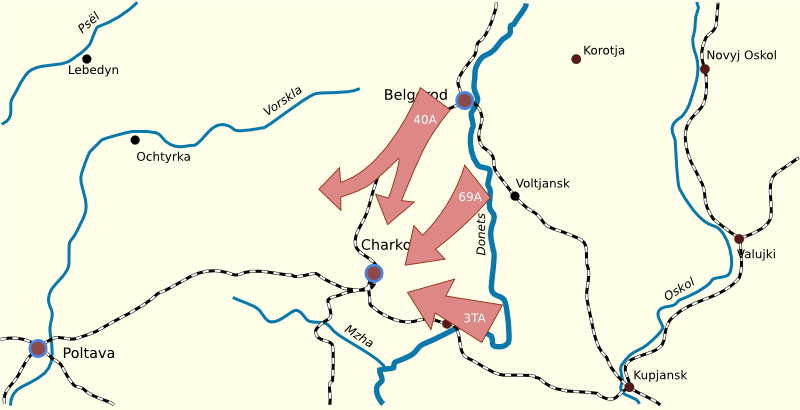
Mappa con l'indicazione delle direttrici convergenti degli attacchi sovietici su Char'kov.

Il Fronte di Voronež iniziò l'operazione Stella al mattino del 2 febbraio; la pianificazione del generale Golikov prevedeva che sull'ala sinistra la 40ª Armata avrebbe attaccato prima verso Belgorod e poi avrebbe proseguito verso Char'kov cercando di aggirare la grande città da nord-ovest; la 69ª Armata invece avrebbe raggiunto Char'kov da est, passando per Volčansk, la 3ª Armata corazzata infine avrebbe attaccato la città da sud-est partendo da Valujki. Il 6º Corpo di cavalleria della Guardia avrebbe coperto sulla sinistra il Fronte di Voronež e avrebbe mantenuto il contatto con le forze del fronte Sud-Occidentale che erano all'attacco dal 29 gennaio. Contemporaneamente sull'ala destra del Fronte di Voronež avrebbe attaccato la 60ª Armata del generale Ivan Černjachovskij che, in contatto sulla sua destra con la 13ª Armata del Fronte di Brjansk, sarebbe avanzata lungo la ferrovia Kastornoe-Kursk per raggiungere e liberare Kursk; infine la 38ª Armata avrebbe mantenuto i collegamenti tra le due ali e protetto l'avanzata delle forze principali verso Char'kov.
L'offensiva venne preparata in gran fretta; le armate erano già in parte esaurite per le perdite subite e le lunghe avanzate delle precedenti battaglie, e c'erano importanti carenze di munizioni e carburante. La 69ª Armata in particolare era stata costituita da pochi giorni, al comando del generale Vasilij Kazakov, aggregando molte reclute non addestrate. La 3ª Armata corazzata del generale Pavel Rybalko, che costituiva l'unità più potente a disposizione del generale Golikov, ed era stata protagonista del grande accerchiamento delle forze dell'Asse sull'Alto Don in gennaio, era scesa a 56 000 uomini e 165 carri armati, rispetto agli oltre 400 con cui aveva cominciato la campagna. La 40ª Armata del generale Kirill Moskalenko che secondo gli ordini avrebbe dovuto essere pronta il 1 febbraio, era in grave ritardo e il 3 febbraio entrarono in azione solo le unità del primo scaglione; l'unità mobile dell'armata, il 4º Corpo corazzato, era molto indietro, mancava di carburante ed era impegnata a rastrellare le retrovie dove si trovavano ancora piccoli reparti tedeschi accerchiati. Nel complesso tuttavia le armate sovietiche mantenevano una netta superiorità di uomini e mezzi con circa 210 000 uomini e 315 carri armati contro 70 000 tedeschi e meno di 200 carri all'inizio dell'operazione Stella.

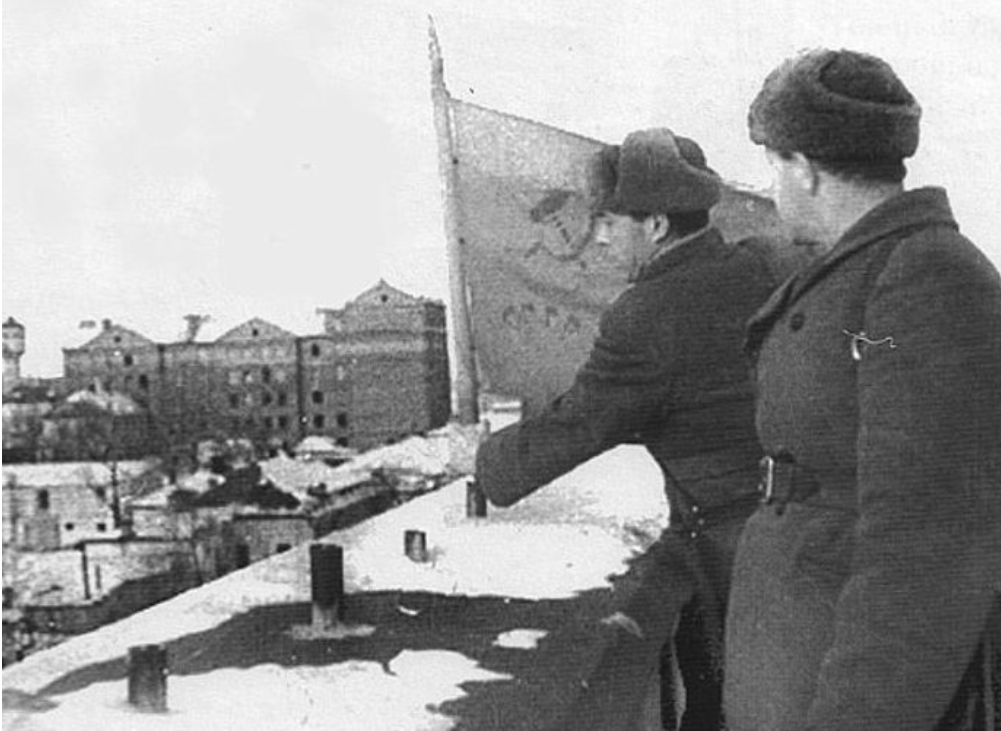
Liberazione di Kursk l'8 febbraio 1943.

Nonostante la stanchezza delle truppe e le crescenti difficoltà logistiche, l'offensiva del generale Golikov ebbe un inizio molto favorevole di fronte a difese tedesche deboli e parzialmente disgregate. Sull'ala destra la 60ª Armata avanzò senza difficoltà verso Kursk, incontrando poca resistenza e il 6 febbraio il generale Černjachovskij era già alla periferia orientale della città. L'attacco venne sferrato da nord, con due divisioni fucilieri e una brigata corazzata, e da sud con una divisione fucilieri ed ebbe successo; le difese tedesche, reparti di due divisioni fanteria e la 4. Panzer-Division, arrivata alla fine di gennaio ed equipaggiata solo con otto carri armati e 18 cacciacarri, furono costrette alla ritirata e i sovietici la sera dell'8 febbraio completarono la liberazione di Kursk; i tedeschi non ebbero neppure il tempo di distruggere le strutture minate secondo la spietata politica della terra bruciata; la centrale elettrica rimase indenne e venne presto riattivata. 
Sull'ala destra i primi giorni la 40ª Armata del generale Moskalenko fece i maggiori progressi, nonostante l'assenza del 4º Corpo corazzato che mancava di carburante ed era sempre impegnato dalle sacche di resistenza tedesche; le unità già pronte dell'armata si mossero il 3 febbraio e avanzarono rapidamente verso Belgorod; il generale Moskalenko organizzò due gruppi mobili con due divisioni fucilieri e due brigate corazzate e il 7 febbraio attaccò la città difesa principalmente dalla 168ª Divisione di fanteria. Dopo combattimenti molto intensi la città venne completamente liberata il 9 febbraio, mentre i tedeschi ripiegavano a Tomarovka; i sovietici catturarono 1 000 prigionieri e 10 mezzi corazzati. Da Belgorod la 40ª Armata poté avanzare su Char'kov da nord e il 10 febbraio giunse a 55 chilometri dalla grande città. La 69ª Armata del generale Kazakov aveva dovuto affrontare la dura resistenza della Divisione "Grossdeutschland ma riuscì ugualmente ad avanzare verso Volčansk mentre i tedeschi ripiegavano con ordine; il 9 febbraio i sovietici raggiunsero e liberarono Volčansk; da lì i soldati della 69ª Armata attraversarono sul ghiaccio il fiume Donec e la sera del 10 febbraio si avvicinarono da nord alla cintura difensiva di Char'kov.
Fu la 3ª Armata corazzata del generale Rybalko, la formazione più potente del Fronte di Voronež, con due corpi corazzati, un corpo di cavalleria della Guardia e cinque divisioni fucilieri, a incontrare le maggiori difficoltà ad avanzare da sud-est, partendo dalla regione di Kup"jans'k; i carri armati del generale Rybalko inizialmente avanzarono divisi in due colonne, con il 12º Corpo corazzato del generale Mitrofan Zinkovič a sinistra e il 15º Corpo corazzato del generale Vasilij Kopcov a destra, seguite dalle divisioni di fucilieri, mentre la cavalleria copriva il fianco meridionale; il 4 febbraio fu raggiunto il Donec ghiacciato, ma nel frattempo la SS "Leibstandarte Adolf Hitler" aveva preso posizione sulla ripida scarpata occidentale del fiume ghiacciato a Pečengi e Čuhuïv; i primi tentativi di attraversare il Donec da parte dei due corpi corazzati, il 15º Corpo corazzato a Pečengi e il 12º Corpo corazzato a Čuhuïv furono respinti il 5 febbraio. Ripetuti attacchi frontali non ottennero risultati, di fronte alla dura resistenza delle Waffen-SS e costarono perdite e il consumo di preziose munizioni; a nord della SS "Leibstandarte Adolf Hitler" entrò in combattimento anche la SS "Das Reich" che respinse altri attacchi delle divisioni di fucilieri della 3ª Armata corazzata. Il generale Rybalko decise di organizzare un attacco in piena regola alla linea del Donec e sospese per tre giorni gli attacchi alle teste di ponte tedesche per completare i preparativi.

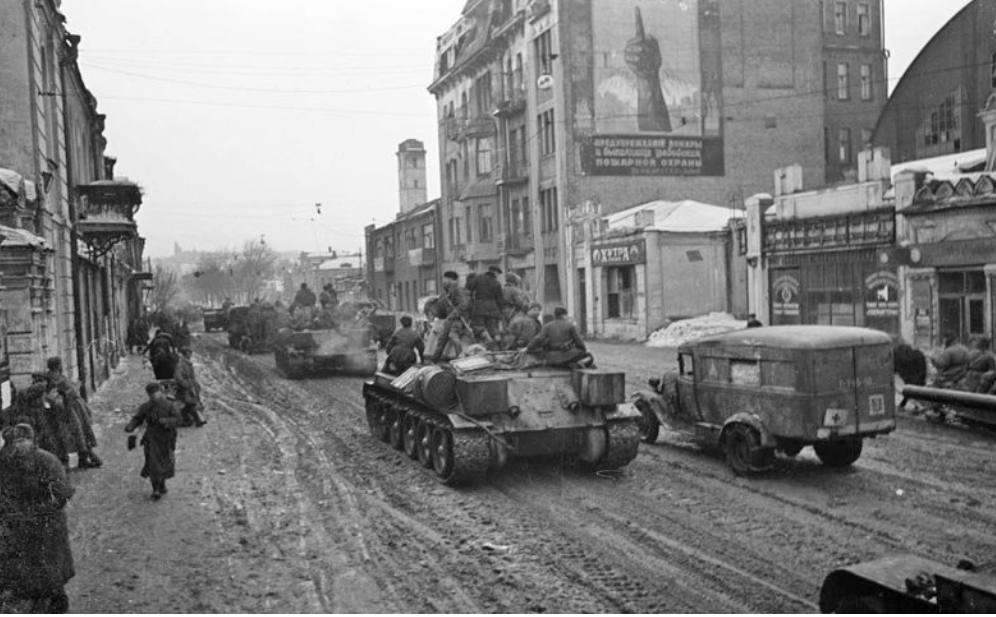
Truppe e mezzi corazzati dell'Armata Rossa nel centro di Char'kov il 16 febbraio 1943.

Ebbe inizialmente successo l'incursione a sud del 6º Corpo di cavalleria della Guardia che il 6 febbraio intercettò le vie di comunicazione nemiche vicino a Zmiïv e il 9 febbraio, dopo aver aggirato il limite meridionale di Char'kov, giunse nell'area di Merefa; un kampfgruppe della SS "Das Reich" dovette essere inviato a sud per contrastare questa audace avanzata. 
Nonostante l'avanzata convergente delle armate del Fronte di Voronež verso Char'kov, il comando tedesco non era assolutamente intenzionato a cedere la grande città; al contrario stava riorganizzando le sue forze per difenderla a oltranza; questi erano gli ordini espliciti di Adolf Hitler. Il 6 febbraio Hitler aveva convocato a Rastenburg i feldmarescialli Erich von Manstein e Günther von Kluge, comandante del Gruppo d'armate Centro, per esaminare la situazione generale e prendere le misure urgenti necessarie per arrestare la continua avanzata dell'Armata Rossa. Dopo colloqui molto accesi, venne deciso di sciogliere dal 12 febbraio il Gruppo d'armate B del generale von Weichs che ormai era quasi privo di forze e concentrare tutte le truppe tedesche nel settore meridionale del fronte nel ricostituito Gruppo d'armate Sud, affidato al comando del feldmaresciallo von Manstein. Venne deciso inoltre il ripiegamento del Gruppo d'armate Centro da saliente di Ržev-Vjaz'ma, recuperando in questo modo la 2. Panzerarmee che sarebbe stata trasferita a sud per difendere Orël e Smolensk e stabilire un collegamento solido con il Gruppo d'armate Sud. Il Führer infine autorizzò una parziale ritirata dal Donbass, ma ordinò di difendere a ogni costo Char'kov impiegando le divisioni del II SS-Panzerkorps; egli proponeva di passare al contrattacco con l'intervento della SS "Totenkopf" di cui era previsto l'arrivo in linea entro pochi giorni.
Il feldmaresciallo von Manstein avrebbe preferito evacuare anche Char'kov, ma eseguì disciplinatamente gli ordini di Hitler; il "Distaccamento Lanz" ricevette la missione di difendere la grande città con il "Gruppo Raus", guidato dal generale Erhard Raus, che avrebbe coperto gli accessi settentrionali alla città con la 168ª Divisione fanteria e la Divisione "Grossdeutschland", mentre a est e sud-est avrebbe sbarrato la strada il II SS-Panzerkorps del generale Hausser con la SS "Das Reich", la "Leibstandarte Adolf Hitler" e la 320ª Divisione fanteria. La missione affidata al generale Hubert Lanz non era facile; il 10 febbraio 1943 le armate sovietiche si avvicinavano alla periferia di Char'kov da tre direzioni diverse e minacciavano di tagliare tutte le vie di uscita dalla città.

### La prima liberazione di Char'kov
(Affermazione di Stalin in una lettera riservata indirizzata a Winston Churchill il 16 febbraio 1943)
(Affermazione di Franklin Delano Roosevelt in una lettera riservata indirizzata a Stalin il 23 febbraio 1943)

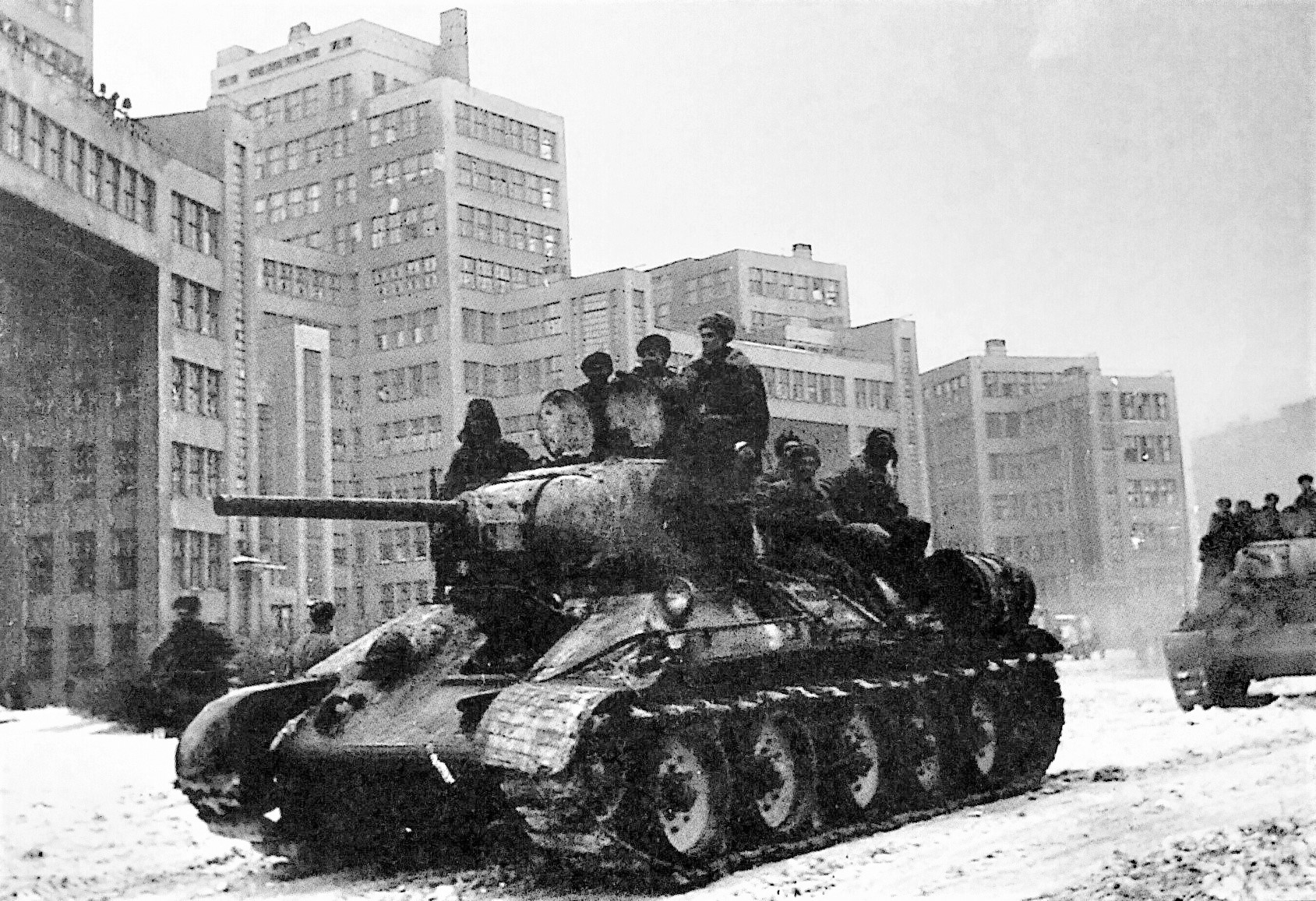
I carri armati sovietici del 15º Corpo corazzato entrano nel centro di Char'kov il 16 febbraio 1943, sfilando davanti al Deržprom.

Il 10 febbraio 1943 la 3ª Armata corazzata sovietica, dopo tre giorni di pausa, sferrò l'attacco in forze alla linea del fiume Donec difesa a nord-est di Char'kov dalla SS "Das Reich" e a est della città dalla SS "Leibstandarte Adolf Hitler"; il generale Rybalko impegnò entrambi i suoi corpi corazzati supportati da quattro divisioni di fucilieri. L'attacco ebbe successo nonostante l'aspra resistenza delle truppe Waffen-SS: il 15º Corpo corazzato del generale Kopcov conquistò Pečengi e costrinse a ripiegare la "Adolf Hitler", mentre il 12º Corpo Corazzato incontrò minore resistenza e si impadronì di un'altra testa di ponte a Čuguev.
Queste colonne corazzate potevano ora avanzare su Char'kov da sud-est, ma nel frattempo la città era già minacciata a nord dove la 40ª Armata del generale Moskalenko stava costringendo a ripiegare la 168ª Divisione fanteria e la Divisione "Grossdeutschland"; il 12 febbraio, rinforzata dal 4º Corpo corazzato che, ridenominato ora 5º Corpo corazzato della Guardia, finalmente era arrivato in linea, occupò Zolocev e il giorno dopo giunse vicino alla linea Grajvoron-Bogoduchov. Il 13 febbraio anche la 69ª Armata del generale Kazakov arrivò nelle vicinanze di Char'kov da nord-est; dopo quattro giorni di violenti combattimenti, l'armata aveva infranto le difese della SS "Das Reich" e superato la linea di Rogan. La situazione tedesca quindi stava ulteriormente peggiorando; la "Leibstandarte Adolf Hitler" stava lentamente ripiegando verso i quartieri orientali della città dopo aver abbandonato la linea del Donec, ma un suo kampfgruppe era anche impegnato a sud per respingere l'insidiosa incursione del 6º Corpo di cavalleria della Guardia verso Merefa; la "Das Reich" retrocedeva fino ai quartieri nord-orientali di Char'kov, mentre il "Gruppo Raus" si stava disperdendo a nord per cercare di fronteggiare l'avanzata della 40ª Armata sovietica.
Char'kov rischiava di trasformarsi in una trappola per le divisioni del "Distaccamento Lanz", tra cui le due divisioni del II SS-Panzerkorps del generale Hausser; in assenza di una ritirata a ovest della città, alcuni alti ufficiali, tra cui il feldmaresciallo von Manstein, che il 12 febbraio assunse il comando di tutto il fronte meridionale tedesco, compreso il settore di Char'kov, e il generale Hausser, temevano una nuova Stalingrado. La volontà del Führer continuava ad essere diversa: anche per ragioni di prestigio, egli insisteva che le truppe Waffen-SS dovevano resistere a Char'kov e contrattaccare in direzione sud con l'aiuto della divisione SS "Totenkopf", di cui era atteso l'arrivo. In ogni caso Hitler trasmise il 13 febbraio al generale Lanz l'ordine tassativo di non ripiegare e difendere ad oltranza Char'kov anche rischiando l'accerchiamento, e l'alto ufficiale comunicò questa disposizione al generale Hausser. 

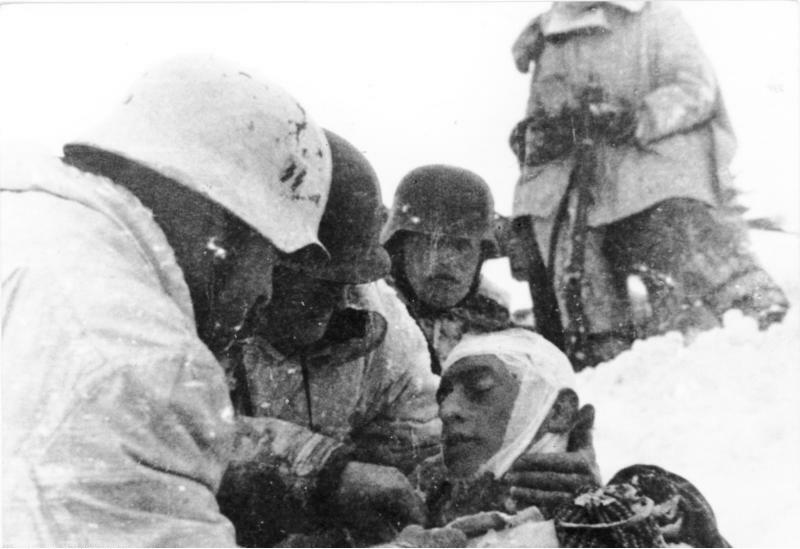
Feriti delle Waffen-SS durante i duri combattimenti invernali nella regione di Char'kov.

Il 14 febbraio il generale Golikov diede inizio all'assalto finale a Char'kov; l'attacco sarebbe stato portato da più direzioni contemporaneamente: a nord e nord-ovest della città dalle divisioni della 40ª Armata del generale Moskalenko rinforzata dai carri armati del 5º Corpo corazzato della Guardia del generale Andrej Kravčenko, mentre a nord-est sarebbe avanzata la 69ª Armata del generale Kazakov. L'attacco principale sarebbe stato sferrato da est e sud-est dal 15º Corpo corrazzato e da due divisioni fucilieri; infine più a sud sarebbero avanzati il 12º Corpo corazzato e una divisione fucilieri per intercettare le vie di uscita meridionali. Ancora più a sud si trovava il 6º Corpo di cavalleria della Guardia che però venne fermato e costretto a ripiegare da un contrattacco di reparti della SS "Adolf Hitler". I combattimenti del 14 febbraio furono molto violenti e i sovietici raggiunsero la periferia della città. A est il 15º Corpo corazzato e due divisioni fucilieri dovettero affrontare la dura resistenza della SS "Das Reich"  e della SS "Adolf Hitler", nella serata arrivarono alla periferia orientale e iniziarono l'attacco ai quartieri delle grandi fabbriche metalmeccaniche di Char'kov, mentre a sud il 12º Corpo corazzato venne fermato dai tedeschi dieci chilometri a sud-est della città.
A nord-est di Char'kov si avvicinava la 69ª Armata, che tuttavia la sera del 14 febbraio rimase bloccata a causa della resistenza della SS "Das Reich" alla periferia settentrionale. Furono le divisioni della 40ª Armata che riportarono i maggiori successi, arrivando a mettere in pericolo le vie di comunicazione tedesche verso ovest e sud-ovest; mentre due divisioni di fucilieri entravano nella periferia nord-occidentale della città, altre due divisioni di fucilieri e il 5º Corpo corazzato della Guardia avanzarono verso sud e raggiunsero Ljubotyn e Grajvoron, a ovest di Char'kov. Questa manovra convergente delle armate sovietiche del Fronte di Voronež stava disgregando le difese tedesche del "Distaccamento Lanz"; mentre le SS "Das Reich" e "Adolf Hitler", rinforzati dalla 320ª Divisione fanteria, cercavano di resistere nei quartieri orientali e meridionali della città, il "Gruppo Raus" era disperso tra Grajvoron, dove si trovava la 168ª Divisione fanteria, e la periferia occidentale di Char'kov dove combatteva la Divisione "Grossdeutschland".
La situazione tedesca era critica e i primi scontri a fuoco erano già in corso anche al centro di Char'kov dove sembrava che la popolazione civile stesse attaccando i tedeschi. Il generale Hausser il 14 febbraio inviò una comunicazione al generale Lanz in cui descrisse l'avanzata sovietica a nord, nord-ovest e sud-est della città; egli affermò che la via di uscita da Char'kov a Poltava era sotto il fuoco dell'artiglieria e che la situazione era grave. Il generale Hausser chiedeva se fossero confermati gli ordini di Hitler di resistere dentro la città. Il generale Lanz, passivamente aderente alle direttive di Hitler, confermò gli ordini di rimanere in città e, dopo nuove richieste del generale Hausser che nel pomeriggio diramò anche autonomamente i primi ordini di ritirata, la sera del 14 febbraio inviò un ordine scritto in cui confermava che "il fronte di Char'kov deve essere tenuto a tutti i costi"

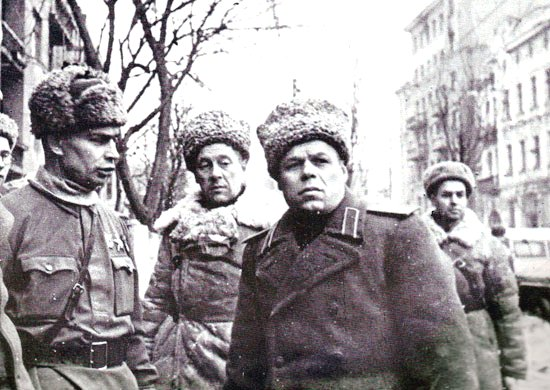
Il generale Pavel Rybalko, al centro della foto, con i suoi ufficiali a Char'kov; a sinistra il comandante del 15º Corpo corazzato, generale Vasilij Kopcov.

Il 15 febbraio gli attacchi sovietici ripresero in tutti i settori e la situazione tedesca nel settore di Char'kov si aggravò ulteriormente: due divisione fucilieri della 40ª Armata e alcuni carri armati del 5º Corpo corazzato della Guardia arrivarono, nonostante la neve e il terreno boscoso, alla periferia occidentale della città ed entrarono nei quartieri nord-occidentali; un'altra divisione fucilieri raggiunse i quartieri sud-orientali, sul fianco delle divisioni SS in combattimento nei quartieri orientali, dove il 15º Corpo corazzato e una divisione fucilieri della 3ª Armata corazzata erano impegnati, dopo aver liberato l'area industriale delle grandi fabbriche, in aspri combattimenti urbani con la Divisione SS "Das Reich". La 69ª Armata avanzava da nord e occupò alcune posizioni abbandonate dai tedeschi; la sera del 15 febbraio violenti combattimenti erano in corso in quasi tutte le zone della città. 
Le truppe del II SS-Panzerkorps e del "Gruppo Raus" rischiavano l'accerchiamento, solo un varco di circa dieci chilometri rimaneva ancora aperto verso sud-est. Alle ore 13:00 del 15 febbraio il generale Hausser decise di ignorare gli ordini di resistenza a oltranza e comunicò al generale Lanz che aveva "dato l'ordine di ritiro combattendo" fino al settore del fiume Udy. Il generale Lanz fino all'ultimo rimase disciplinatamente aderente alle direttive di Hitler e alle ore 15:30 ripeté l'ordine di resistenza a tutti i costi a Char'kov.  Nella notte i sovietici ripresero gli attacchi in tutti i settori della città, mentre la Divisione SS "Das Reich" iniziava ad evacuare le sue posizioni a nord-est della città; in questa fase il generale Hausser sembrò indeciso e in un primo tempo cambiò i suoi ordini confermando la necessità di resistere senza ripiegare in linea con le direttive del generale Lanz e i sovietici sfruttarono la confusione tra le file tedesche, occupando le prime posizioni abbandonate. 

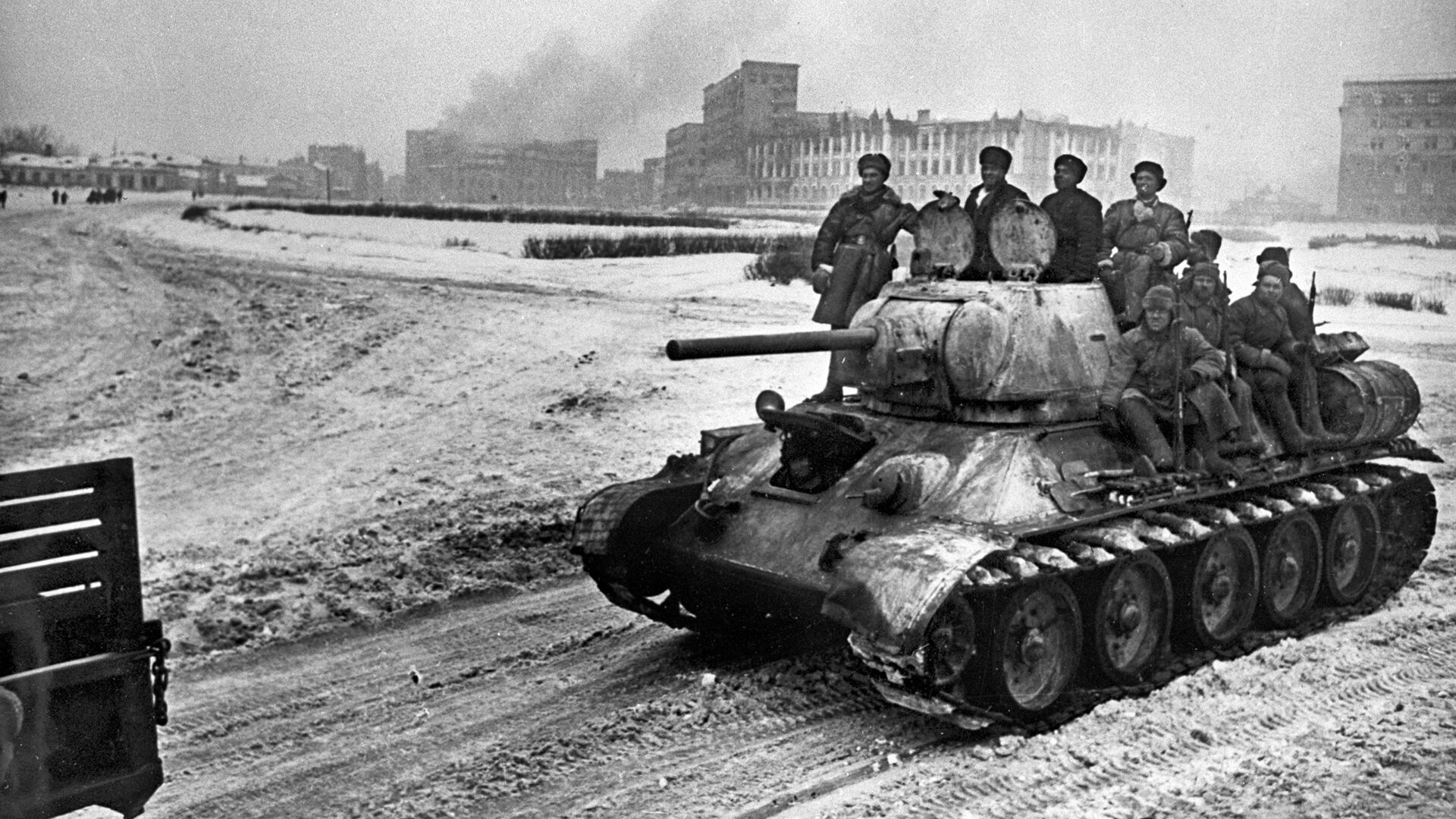
Carri T-34 in movimento dentro Char'kov.

Il mattino del 16 febbraio 1943, l'Armata Rossa passò all'attacco generale della città. I carri armati del 15º Corpo corazzato sovietico erano già nei quartieri orientali della città insieme a una divisione fucilieri e attaccarono i reparti della SS "Das Reich"; i combattimenti continuarono per molte ore mentre i tedeschi cedevano progressivamente terreno. La Divisione SS "Das Reich" aveva ricevuto gli ordini definitivi del generale Hausser di abbandonare la città e si ritirò combattendo verso sud-est in mezzo alla città in fiamme. Alle ore 10, i mezzi corazzati e i fucilieri sovietici della 3ª Armata corazzata arrivarono nel centro città nella grande Piazza Dzeržinskij dove si congiunsero con una divisione fucilieri della 40ª Armata proveniente da nord. I carri armati del 15º Corpo corazzato del generale Kopcov sfilarono accanto al famoso Deržprom. Altri reparti meccanizzati sovietici entrarono in contatto sulla Piazza Sverdlov con i mezzi del 5º Corpo corazzato della Guardia. Le truppe tedesche, frammentate e non in grado di opporre una resistenza organizzata, completarono entro mezzogiorno del 16 febbraio la ritirata da Char'kov, mentre a sud della città il 12º Corpo corazzato sovietico e una divisione fucilieri raggiungevano il fiume Udy. Nel settore nord-occidentale e occidentale di Char'kov anche la Divisione "Grossdeutschland" all'alba del 16 febbraio aveva iniziato ad abbandonare le sue posizioni e, dopo duri combattimenti di retroguardia, si ritirò verso sud-ovest.
La battaglia si concluse quindi con la vittoria dell'Armata Rossa e con la liberazione della seconda più grande città dell'Ucraina; tuttavia le divisioni tedesche della Wehrmacht e delle Waffen-SS, grazie soprattutto alla sorprendente decisione autonoma in contrasto con gli ordini di Hitler del generale Waffen-SS Paul Hausser, avevano evitato un altro catastrofico accerchiamento riuscendo a ripiegare verso sud-ovest e verso ovest. Nei giorni seguenti il generale Golikov, sollecitato il 17 febbraio dallo Stavka a proseguire senza pause l'offensiva verso occidente per cooperare con il generale Vatutin che stava conducendo la fase culminante dell'operazione Galoppo e sembrava vicino a raggiungere una vittoria strategica decisiva, riprese la sua avanzata spingendo le armate dell'ala destra, la 60ª Armata e la 38ª Armata, verso Lgov e Sumy. La 40ª Armata nella seconda metà di febbraio 1943 marciò fino al fiume Oskol, mentre le armate dell'ala sinistra, la 69ª Armata e la 3ª Armata corazzata, si diressero inizialmente verso Poltava.

### Sviluppi successivi

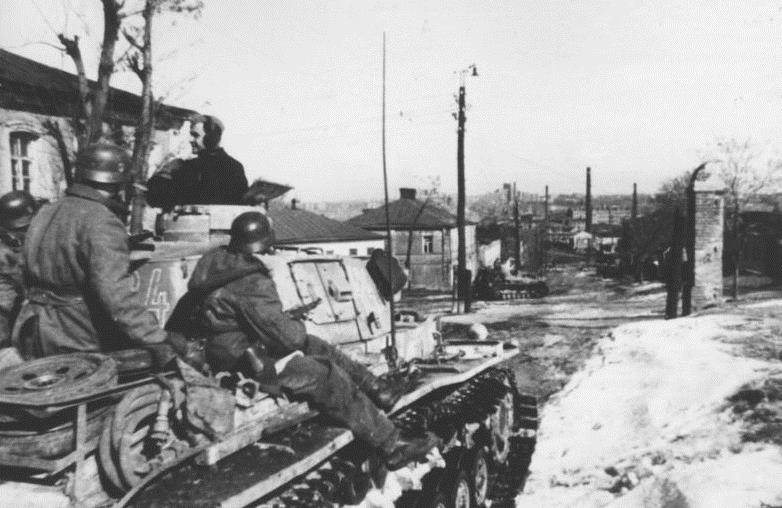
Le truppe Waffen-SS rientrano a Char'kov il 15 marzo 1943.

La nuova sconfitta tedesca a Char'kov suscitò il forte disappunto di Hitler che destituì immediatamente il generale Lanz, che pure aveva cercato di far eseguire i suoi ordini di resistenza sul posto, mentre il generale Hausser rimase al suo posto; il generale Werner Kempf sostituì il generale Lanz. La battaglia nel settore meridionale del Fronte orientale non era però terminata con la liberazione della grande città ucraina. Al contrario l'andamento delle operazioni stava per cambiare repentinamente; appena quattro giorni dopo la caduta di Char'kov il feldmaresciallo von Manstein diede inizio alla sua controffensiva strategica, impiegando con un ruolo decisivo proprio le divisioni del II SS-Panzerkorps che, sfuggite all'accerchiamento grazie alla disobbedienza del generale Hausser, si erano concentrate nella regione di Krasnograd pronte ad attaccare il fianco destro delle armate del generale Vatutin in marcia verso il Dnepr.
Dopo la liberazione di Char'kov la 3ª Armata corazzata del generale Rybalko riprese le operazioni attive già il 17 febbraio e avanzò verso Merefa e Ljubotyn che furono raggiunte e conquistate dopo nuovi violenti scontri con il "Gruppo Raus" e reparti della SS "Adolf Hitler"; il 15º Corpo corazzato superò la resistenza della "Grossdeutschland" e liberò Ljubotyn solo il 22 febbraio, mentre il 12º Corpo corazzato entrò a Merefa il 18 febbraio. Questi nuovi combattimenti tuttavia costarono forti perdite e l'armata corazzata scese a 110 carri armati ancora disponibili, e permisero ai tedeschi di guadagnare tempo ed effettuare lo sganciamento delle SS "Das Reich" e "Totenkopf" in direzione di Krasnograd per prendere parte alla controffensiva del Gruppo d'armate Sud.
Dal 20 al 28 febbraio 1943 le Panzerdivision tedesche del feldmaresciallo von Manstein tagliarono fuori con agili manovre le punte avanzate del Fronte Sud-Occidentale che furono in parte distrutte; i resti delle armate sovietiche batterono in ritirata verso est ritornando dietro il Donec ancora ghiacciato. A causa di questa grave sconfitta e del fallimento finale dell'operazione Galoppo, si aggravò la situazione delle armate del generale Golikov che avevano liberato Char'kov, che si trovarono con il fianco sinistro scoperto a causa della ritirata del generale Vatutin. 
Dal 2 marzo il Fronte di Voronež del generale Golikov venne a sua volta violentemente attaccato da sud dalle Panzerdivision della 4. Panzerarmee del generale Hermann Hoth e dalle tre divisioni del II SS-Panzerkorps del generale Hausser; le armate vittoriose a Char'kov, in particolare la 3ª Armata corazzata del generale Rybalko e la 69ª Armata del generale Kazakov vennero duramente sconfitte e quasi distrutte. Le Waffen-SS si presero un'immediata rivincita e il 15 marzo 1943 riconquistarono Char'kov dopo una violenta battaglia finale. Entro la fine di marzo, dopo un'altra serie di vittorie tedesche e la riconquista di Belgorod, si concluse la campagna dell'inverno 1942-43; i sovietici riuscirono a bloccare l'ulteriore avanzata tedesca solo ricorrendo alle riserve strategiche dello Stavka e facendo intervenire alcune delle armate che avevano combattuto a Stalingrado.

## Bilancio e conclusione
L'operazione Stella si concluse alla fine di febbraio 1943 con una serie di notevoli vittorie e soprattutto con la liberazione il 16 febbraio della grande città strategica di Char'kov; ma si trattò di una vittoria incompleta, a causa della mancata distruzione delle migliori divisioni tedesche, e del tutto temporanea. Dopo appena un mese le armate del generale Golikov vennero infatti duramente sconfitte e Char'kov tornò in mano tedesca. Sarebbero state necessarie altre, sanguinose battaglie per liberare definitivamente il 23 agosto 1943 la grande città ucraina. 
Sul momento la liberazione di Char'kov il 16 febbraio 1943 e la ritirata delle truppe scelte della Germania nazista suscitò entusiasmo in Unione Sovietica ed euforia anche tra le potenze occidentali che ipotizzarono un imminente crollo definitivo del Terzo Reich. Stalin lo stesso giorno della vittoria a Char'kov assegnò al generale Aleksandr Vasilevskij, rappresentante dello Stavka sul Fronte di Voronež, il titolo di maresciallo dell'Unione Sovietica in riconoscimento dei suoi meriti nelle vittorie sovietiche dell'inverno. I capi delle potenze alleate, Winston Churchill e Franklin Roosevelt inviarono a Stalin calorosi messaggi di congratulazioni, esaltando le vittorie dell'Armata Rossa e scrivendo di "vittoria definitiva".
Effettivamente la prima metà del mese di febbraio 1943 fu caratterizzata da una serie quasi ininterrotta di grandi vittorie sovietiche che sembrarono preludere alla ritirata generale dei tedeschi dai territori occupati all'est. Partendo dalla resa di Stalingrado il 2 febbraio, l'8 febbraio venne liberata Kursk, il 14 febbraio i sovietici liberarono Rostov e Vorošilovgrad, il 16 febbraio ci fu la liberazione di Demjansk e la vittoria a Char'kov; questa serie di sconfitte provocarono grande preoccupazione tra la popolazione tedesca e anche tra i dirigenti nazisti. il 18 febbraio 1943 Joseph Goebbels avrebbe pronunciato il famoso discorso sulla Guerra totale proprio in risposta all'andamento negativo della guerra all'est. In realtà la macchina bellica della Germania era ancora solida e nella seconda metà del mese di febbraio e a marzo 1943 diede notevoli segni di ripresa, riprendendo l'iniziativa e stabilizzando la situazione strategica sul fronte dell'est e infliggendo una serie di sconfitte agli anglo-americani in Tunisia. 
L'operazione Stella non raggiunse i suoi obiettivi, ma alla fine della campagna dell'inverno 1942-1943, l'Armata Rossa riuscì a mantenere il possesso di una parte dei territori liberati; in particolare Kursk venne protetta e difesa con successo alla fine di marzo e sarebbe diventata il pilastro del sistema difensivo organizzato dai sovietici per contrastare la grande offensiva che la Wehrmacht intendeva sferrare nell'estate 1943. La battaglia di Kursk avrebbe segnato un'altra tappa importantissima della vittoria dell'Unione Sovietica.